# L'Everest
Albums de Soprano
Cosmopolitanie
(2014) Phœnix
(2018)
Singles
1. Le diable ne s'habille plus en Prada
Sortie : 22 juin 2016
2. En feu
Sortie : 25 juillet 2016
3. Mon Everest
Sortie : 10 octobre 2016
4. Roule
Sortie : février 2017
5. Cœurdonnier
Sortie : mai 2017
6. Mon Précieux
Sortie : 1er septembre 2017
7. Amour Siamois
Sortie : 8 décembre 2017

L'Everest est le cinquième album studio du chanteur français Soprano sorti le 14 octobre 2016 sur les labels Rec. 118 et Warner.  
En octobre 2017, l'album devient disque de diamant avec plus de 500 000 ventes. En juin 2018, l'album dépasse les 800 000 ventes. En décembre 2024, il est certifié double diamant, pour un million d'équivalents ventes.

## Genèse
Fin octobre 2015, Soprano sort une réédition de son quatrième album Cosmopolitanie, intitulé Cosmopolitanie - En route vers l'Everest, dans laquelle il annonce le nom de son cinquième album dans le dernier morceau, Everest. Au début de septembre 2016, Soprano dévoile la pochette de L'Everest en annonçant sa date de sortie pour le 14 octobre prochain.

## Composition et production
Le projet comporte treize titres. Ce chiffre rend hommage à la ville de Soprano, Marseille, dont le code départemental est le 13.
De plus, il compte plusieurs collaborations avec des artistes marseillais, dont Alonzo (sur le titre Rihanna), Jul (sur le titre Marseille c’est…) et Marina Kaye (sur le titre Mon Everest).
Il comporte également une collaboration avec Black M (sur le titre Attitude) et une avec Zak & Diego (sur le morceau Mes Kwell).

## Promotion
Afin de promouvoir son album, Soprano réalise plusieurs clips vidéo extraits du projet. Le premier extrait s'intitule Le diable ne s'habille plus en Prada, et est disponible en pré-commande le 9 juin, avec la mise en ligne d'un extrait du morceau. Dans ce morceau, inspiré du film Le diable s'habille en Prada, Soprano dénonce la dérive de la société et des hommes en affirmant qu'ils ont pris la place du diable sur Terre tant leurs vices sont grands. Le clip est dévoilé le 22 juin. Le second extrait s'intitule En feu. Tout comme pour le premier morceau, Soprano en dévoile un extrait quelques jours avant la sortie du titre, le jour de sa mise en pré-commande. Le clip est dévoilé le 3 août. Quelques jours avant la sortie du projet, le 10 octobre, le morceau Mon Everest, en collaboration avec Marina Kaye, est dévoilé. Le clip du morceau sort le 18 novembre.
Une réédition de l'album est prévue et sort le 1er septembre 2017.
La tournée des Zenith à travers la France pour promouvoir l'album débute en mars 2017. La dernière date de la tournée est prévue pour le 7 octobre 2017 à l'Orange Vélodrome, à Marseille, ville natale de Soprano.

## Clips vidéo
- Le diable ne s'habille plus en Prada, dévoilé le 22 juin 2016[6].
- En feu, dévoilé le 3 août 2016.
- Mon Everest (feat. Marina Kaye), dévoilé le 18 novembre 2016[8].
- Roule, dévoilé le 17 mars 2017.
- Cœurdonnier, dévoilé le 5 juillet 2017.
- Mon précieux, dévoilé le 1er septembre 2017.
- Amour siamois featuring Lili Poe, dévoilé le 8 décembre 2017.

## Liste des pistes
Cette liste contient l'ensemble des 18 pistes de l'album L'Everest, avec leurs compositeurs et leur durée.
| 1.  | Everest (Intro)                      | Soprano                     | 3:02 |
| 2.  | Mon Everest (feat. Marina Kaye)      | Mej, Rex Kudo               | 4:28 |
| 3.  | En feu                               | Mej                         | 5:30 |
| 4.  | Le diable ne s'habille plus en Prada | Mej                         | 4:18 |
| 5.  | Cœurdonnier                          | Félipé Saldivia, Fred Savio | 3:47 |
| 6.  | Rihanna (feat. Alonzo)               | Mej, Djaresma               | 3:59 |
| 7.  | Roule                                | Mej, Djaresma, Tchami       | 3:58 |
| 8.  | Mes Kwell (feat. Zak & Diego)        | Mej, Djaresma               | 4:57 |
| 9.  | Parle-moi                            | Mej, Djaresma               | 4:24 |
| 10. | Attitude (feat. Black M)             | Mej, Djaresma               | 3:52 |
| 11. | Post-scriptum                        | Mej                         | 4:07 |
| 12. | Marseille c'est... (feat. Jul)       | Jul, Mej                    | 4:31 |
| 13. | Mon public                           | Mej                         | 3:18 |

| 14. | Mon précieux                   | Mej, Rex Kudo | 4:10 |
| 15. | Demain c'est maintenant        | Mej           | 2:58 |
| 16. | Marc Landers                   | Mej           | 3:33 |
| 17. | Amour siamois (feat. Lili Poe) | Mej, Djaresma | 3:53 |
| 18. | Prélude du phœnix              | Florian Rossi | 2:42 |

## Réception

### Accueil commercial
Quelques heures après sa sortie, le 14 octobre, L'Everest se place en deuxième position des ventes sur iTunes.
Durant sa première semaine d'exploitation, L'Everest réalise un bon démarrage avec 32 000 exemplaires vendus en France, dont 25 000 ventes physiques, 3 000 ventes digitales et 4 000 ventes en streaming, arrivant ainsi à la 2e place du top album. Pendant sa deuxième semaine d'exploitation, l'album se vend à 14 000 exemplaires. Trois semaines après sa sortie, l'album cumule 65 000 exemplaires à travers la France, tous format confondus, il est alors certifié disque d'or. Au début de décembre, l'album est certifié disque de platine, avec 100 000 exemplaires écoulés,. Puis, un mois après, au début de 2017, il est certifié double disque de platine avec plus de 200 000 exemplaires, tous format confondus. Presque un an après sa sortie, l'album atteint 400 000 exemplaires vendus selon Pure Charts.
Et quelques mois après l'album est certifié disque de diamant avec plus de 500 000 exemplaires vendus à travers le monde.
De tous les albums sortis en 2016 en France, il est celui qui a connu la plus longue longévité dans les charts. L'Everest est d'ailleurs le disque le plus vendu de 2017 dans l'Hexagone, avec 406 100 copies écoulées cette année-là. Au total, l'album s'est vendu à plus de 800 000 exemplaires.

### Accueil critique
L'Everest reçoit des critiques positives du côté des médias :
- Ciné-o-Max : « C'est une très bonne surprise. […] sur cet album, beaucoup de bons points sont à noter. Déjà, il y a plusieurs petits clins d'œil à toute sa carrière, et ça pour le nostalgique que je suis, ça fait plaisir. Ensuite, malgré ses 20 ans de carrière, Soprano continue de tester de nouvelles choses, musicalement parlant, et la plupart des défis qu'il se lance, il les réussit. Les thèmes abordés dans cet album sont aussi très variés et la plupart des textes sont plutôt bien écrits. Il y a juste quelques morceaux auxquels j'accroche moins au niveau du texte et au niveau musical. Mais finalement, Soprano nous donne un album très varié, mais cohérent au niveau des messages et des valeurs qu'il veut transmettre. »[18]

## Classements et certifications

### Classements de l'album
| Classement (2016)            | Meilleure position | Certification |
| ---------------------------- | ------------------ | ------------- |
| France (SNEP)                | 2                  | 2 × Diamant   |
| Belgique (Wallonie Ultratop) | 2                  | —             |
| Suisse (Schweizer Hitparade) | 14                 | —             |
| Suisse (Charts Romandie)     | 3                  | —             |

### Classements des chansons
| Chanson                              | Meilleure position | Meilleure position |
| Chanson                              | FR                 | BEL (FR)           |
| ------------------------------------ | ------------------ | ------------------ |
| Le diable ne s'habille plus en Prada | 10                 | 33                 |
| En feu                               | 4                  | 29                 |
| Mon Everest (featuring Marina Kaye)  | 11                 | 32                 |
| Roule                                | 5                  | —                  |
| Cœurdonnier                          | 48                 | —                  |
| Marseille c'est... (featuring Jul)   | 40                 | —                  |
| Rihanna (featuring Alonzo)           | 86                 | —                  |
| Parle-moi                            | 193                | —                  |
| Attitude (featuring Black M)         | 169                | —                  |
| Mon précieux                         | 16                 | 49                 |